# Sergentomyia hospitii
Sergentomyia hospitii är en tvåvingeart som först beskrevs av John Alexander Sinton 1924.  Sergentomyia hospitii ingår i släktet Sergentomyia och familjen fjärilsmyggor. Inga underarter finns listade i Catalogue of Life.
Artens utbredningsområde är Indien och Pakistan.